# Caso Rui Pedro
O caso Rui Pedro refere-se ao desaparecimento do menino de 12 anos Rui Pedro Teixeira Mendonça (Lousada, 28 de janeiro de 1987 — provavelmente em Lousada, em 4 de março de 1998) que ocorreu em 4 de março de 1998, em Lousada, onde residia com os pais e a irmã mais nova, Carina (dois anos mais nova que Rui). O caso tornou-se mediático na imprensa em Portugal. O rapaz nunca foi encontrado. O advogado dos pais de Rui Pedro, Ricardo Sá Fernandes, iniciou um processo contra o Estado português por "falhas gravíssimas" na investigação.
Jornalistas e membros da família de Rui Pedro criticaram as investigações da polícia direcionada ao caso. Em 2019, passados 20 anos do desaparecimento, foi declarada a morte presumida de Rui Pedro, não sendo mais procurado pela polícia. Contudo, o mistério sobre o desaparecimento persiste.

## História

### Desaparecimento
Em 4 de março de 1998, por volta das 14h, Rui Pedro foi andar de bicicleta perto da casa da família, após pedir permissão à sua mãe, Filomena Teixeira, para passar a tarde com o seu «amigo» Afonso Dias de vinte e dois anos. Filomena recusou a proposta do filho, e disse-lhe para ir brincar lá fora.

### Avistamentos
A investigação do desaparecimento da criança diminuiu devido à falta de pistas confiáveis. No entanto, o caso despertou interesse público a ponto de os avistamentos de Rui Pedro serem numerosos ao longo dos anos desde o seu desaparecimento. A prostituta Alcina Dias confirmou que Afonso Dias havia levado Rui Pedro para vê-la no dia em que ele desapareceu. Afonso Dias teria dirigido para vê-la no seu carro e perguntou se ela estava trabalhando. Quando ela consentiu, ele ofereceu-se para pagá-la para fazer sexo com Rui Pedro. Alcina Dias disse que Rui Pedro estava extremamente nervoso e chorando quando saiu do veículo, dizendo que Afonso o havia forçado a encontrá-la. Alcina Dias acrescentou que ela tentou acalmar o garoto e perguntou se a sua mãe sabia que ele estava lá, ao qual o garoto respondeu que não. Rui Pedro, em seguida, supostamente partiu no veículo de Afonso Dias. Alcina Dias supostamente tentou fazer o seu depoimento às autoridades, mas nunca conseguiu identificar Afonso Dias pelo nome. Em 2011, ela finalmente o identificou em tribunal.
Em abril de 1998, o comentarista político Nuno Rogeiro viajou para a Disneyland Resort Paris (EuroDisney) com a sua família. Durante a viagem, a família Rogeiro tirou várias fotografias enquanto passeava; uma dessas fotos mostra um garoto sentado atrás da família que supostamente se parece muito com Rui Pedro. Sentado ao lado do garoto está um homem de 40 anos vestindo uma jaqueta vermelha. A polícia portuguesa confiscou as fotografias para uma análise mais aprofundada, mas nenhum progresso foi feito em relação a esse avistamento.
Em 1 de setembro de 1998, 13 forças policiais prenderam uma operação internacional de pornografia infantil conhecida como The Wonderland Club. O agente recebeu o codinome Operação Catedral e resultou no confisco de 750.000 imagens e vídeos, representando 1.263 crianças diferentes. Rui Pedro estava entre as poucas crianças (apenas 16) que puderam ser identificadas. No entanto, seu paradeiro permanece desconhecido. A polícia suspeita que ele tenha sido assassinado por seus sequestradores depois de ter sido abusado diante das câmeras por outros membros de um anel de pedófilos. Na Suíça, foi ouvido um garoto dizer em um restaurante em 2007: "Eu também sou raptado. Sou de Famalicão e a mim ninguém me procura." A polícia não informou a família dizendo que a pista não era consistente. Também foi apontado que o garoto poderia ser Rui Pereira, que desapareceu dois dias antes de Rui Pedro.

### Investigação
O tutor de Rui Pedro ligou para os pais porque a criança não compareceu à aula das 17:00 e eles rapidamente começaram a procurá-lo. Como Rui Pedro havia dito à mãe que ele estava planejando se encontrar com seu amigo Afonso, a polícia o questionou. Afonso Dias estava em alterado estado emocional enquanto era interrogado e simplesmente respondeu que não sabia o paradeiro do garoto, mas que a polícia "deveria fechar as fronteiras".
Afonso Dias foi interrogado pela polícia. O primo de Rui Pedro, João André Mendonça, contou à polícia que ele e Rui Pedro tinham tido uma conversa em que Afonso os tinha convidado para ir encontrar-se com uma prostituta. André disse que não se havia juntado a Rui Pedro e Afonso naquela tarde, porque sua mãe não iria deixá-lo sair de casa. Foram levantadas hipóteses de rapto, escravidão, homicídio e suicídio.

### Julgamento
O julgamento de Afonso Dias teve início em novembro de 2011. Alcina Dias o identificou no tribunal.
A 3 de outubro de 2014, Afonso Dias, foi condenado a três anos de prisão pelo sequestro do menor durante a tarde do seu desaparecimento, e não pelo próprio desaparecimento. A 18 de março de 2015, Afonso Dias foi levado para a prisão pelo seu advogado, depois que o mandado de detenção foi emitido pela polícia. Ele cumpriu uma sentença de três anos, que foi reduzida para dois anos por bom comportamento. No dia 29 de março de 2017, Afonso Dias foi libertado.

## Críticas e controvérsias

### Defesa de Rui Pedro
Filomena Teixeira disse que a polícia não investigou membros da família, vizinhos e o carro de Afonso Dias, no qual testemunhas disseram que viram Rui Pedro entrar. Também disse que foi assediada sexualmente por um dos inspetores.
"Na Polícia Judiciária eram uns incompetentes no início, o caso foi muito mal tratado. Foi o pior pesadelo que eu podia ter. Eu estava sozinha a lutar contra pessoas incompetentes. Ele chegaram-me a dizer que não estavam preparados para este tipo de coisas. Como é que é possível? (…)  Na altura não fizeram nada. Diziam que [eu não podia] ir para os montes [procurar meu filho]. Diziam que não gostavam de mim."
(…)
"[Eu] ia todos os dias à polícia para saber se eles tinham feito alguma coisa. Procurava lá no dossiê deles, aquilo era tudo em papel e depois tinha cassetes. No início tinham computadores e eles não sabiam trabalhar com os computadores, porque os que estavam lá eram velhos e não sabiam trabalhar com os computadores."— Filomena Teixeira, 2019
Filomena Teixeira ligou para hospitais, viajou várias vezes para fora de Portugal, em uma delas foi internada após ver material pedófilo, em busca de uma pista do garoto na Suíça. Quando foram apontadas falhas da investigação no tribunal, Filomena Teixeira disse "serviu para constatar que o que eu dizia era verdade. Durante 13 anos, chamaram-me louca, e agora, passado este tempo todo, vêm dar-me razão: afinal, não estava louca, estava certa. (…) Sempre disse que eles estavam a ir pelo caminho errado, que não estavam a procurar, que não estavam a fazer nada..." Ricardo Sá Fernandes disse que "ficamos chocados com o que foi dito hoje neste tribunal, tivemos conhecimento de que desde o primeiro momento os inspectores da Judiciária sabiam da existência da prostituta Alcina Dias. Nunca a ouviram formalmente e justificaram tal facto como um esquecimento." Manuel Mendonça acreditava que Afonso Dias poderia falar algo sobre Rui Pedro quando foi preso, até que teve a vida facilitada ao poder escolher, e ser posto em uma cadeia que parecia um "hotel" (quando comparada as outras).

### Opiniões e investigações de jornalistas
Ao longo dos anos, o jornalismo investigativo de Ana Leal da TVI trouxe novas pistas do caso Rui Pedro, sempre antes da polícia. Seguiu pistas do vídeo de Benidorm, informações de várias fotografias de pedofilia na Holanda e na Suíça. Segundo a jornalista "isso só tem uma explicação: negligência por parte das várias equipas da Polícia Judiciária (…) Não houve vontade política (…) Andaram a reboque da investigação da TVI (…) era uma vexame a TVI aparecer à frente (…) vergonha para uma equipa da Polícia Judiciária."
Em duas fotos apresentadas no processo da PJ para reportagem da SIC, o inspetor Luís Bordadágua disse que é possível ver semelhanças com Rui Pedro nos arquivos encontrados com pedófilos. O reconhecimento foi prejudicado devido ao menino estar como os olhos fechados em uma das fotos. Um agente do Ministério Público alegou que as pistas eram falsas e a PJ disse mais tarde que não tinha provas para seguir tal linha de investigação.
Em outra foto que Ana Leal teve acesso em 2002 e entregou ao poder judiciário, é possível ver um menino amordaçado e com sinais de tortura que a família reconheceu como Rui Pedro. Com o aparecimento das pistas, Ricardo Sá Fernandes questionou a "passividade oficial preocupante das autoridades da União Europeia para destruir as redes de pedofilia internacional" e a "falta de capacidade de investigação, sobretudo a nível europeu". Ana Leal obteve a foto a partir de um computador de um pedófilo que foi assassinado e questionou o facto de quatorze pedófilos terem sido identificados na série de 60 mil fotos, porém as investigações não avançavam. Na época um suspeito foi preso provisoriamente. Quando a foto do suposto Rui Pedro foi apresentada à imprensa em outubro de 2002, Ricardo Sá Fernandes não conseguia consultar o processo na PJ fazia quase um mês. Essa atitude da PJ fez a família de Rui Pedro desconfiar sobre o que de facto estava acontecendo.
Segundo uma investigação publicada no Correio da Manhã (Portugal) em maio de 2019, a Polícia Judiciária (PJ) "usa fotos e segredos para despistar informações e imagens falsas de Rui Pedro". Seriam uma tática para despistar imagens de pessoas parecidas com Rui Pedro que estão em sites de pedofilia. Ainda segundo a polícia portuguesa, perícias comprovaram que não era Rui Pedro nas fotos. Não foi mencionado na perícia o vídeo de Benidorm.

Quando Afonso Dias foi acusado pela primeira vez e muito tempo após o início do processo, o jornalista Hernâni Carvalho criticou em diversos pontos o trabalho do Estado e da polícia portuguesa: 
| “ | Isto só tem o lado mal da justiça. Tem o lado mal da justiça que não quis saber disso para nada e tem o lado envergonhado da justiça que treze anos depois vem tentar emendar a mão (…) O caso Maddie [Madeleine McCann] teve governos, exércitos, bombeiros, toda gente à procura da miúda [estrangeira]. Este era português e ninguém quis saber dele (…) Nós devíamos ter todos vergonha do que está a acontecer. (…) Quando o Rui Pedro desapareceu ninguém quis saber de nada e o Afonso Dias, quando o miúdo desapareceu disse na frente de várias pessoas (…) 'se querem recuperar o menino fechem as fronteiras'. Não fizeram nada. E tudo o que fizeram foi mal feito. (…) Se hoje se sabe muito, ou alguma parte do que aconteceu é porque (…) a [jornalista] Ana Leal fez mais por isto do que muitos polícias que tinham esta obrigação. Isto é uma vergonha. (…) O Estado português já devia ter tomado conta desta senhora [Filomena Teixeira] que está aí a sofrer (…) apenas porque não lhe sabem dar uma resposta, não lhe quiseram dar uma resposta. (…) Houve um procurador que pediu uma autorização para que fosse libertado um preso que garantia que sabia onde é que tava o Rui Pedro. O resultado: desapareceu o preso. Não é. É evidente não é? Deram ao preso cartões de créditos. Deram ao preso carro, deram dinheiro e (…) [desapareceu tudo] Se isso fosse mentira eu já estava preso, porque é fácil prender os jornalistas, trabalhar é que é difícil. | ” |

O jornalista também criticou a justiça por ter deixado o avô de Rui Pedro ter feito o papel que o Estado português fez gastando dinheiro no caso Madeleine McCann. Porém, o avô de Rui Pedro gastou toda a fortuna ao cair em todo tipo de golpe em busca do garoto. Também questionou o facto da PJ ter alta taxa de sucesso em resolver casos de crianças desaparecidas, mas este passou por três equipes de investigações sem sucesso. Em outra entrevista, disse que o Estado português deveria estar no banco dos réus no julgamento de Afonso Dias, por ter deixado a dúvida no ar sobre quem seria o, ou os acusados ao longo de quatorze anos, o que pode ter afetado o depoimento das testemunhas no tribunal.

### Afonso Dias
Em uma das audiências de Afonso Dias, foram levantados os pontos do acusado vir de uma família pobre, ter 22 anos e brincar com uma criança de 11 anos na época do desaparecimento. Também foi levantado o ponto do acusado se encontrar escondido com Rui Pedro quando passou a ser proibido pelos pais, após Afonso Dias voltar mudado do exército e como desertor.
Manuel Mendonça disse que ele e os vizinhos observaram que os recursos financeiros de Afonso Dias aumentaram após o desaparecimento do garoto e que a primeira equipe da PJ não acreditava nas informações recebidas, nem da prostituta, nem da família. Afonso Dias era uma pessoa de pouca higiene, porém no dia do desaparecimento tomou dois banhos. Quando Manuel Mendonça chegou na PJ disseram que não era possível extrair nada das roupas do suspeito. Manuel Mendonça disse que Afonso Dias falou rindo quando encontrou Filomena Teixeira. Também disse que nem o advogado do acusado nem a família quiseram ajudar a reencontrar o Rui Pedro.
O inspetor-chefe Henrique Noronha disse em 2011 que na reconstituição houve "um hiato de tempo que não conseguimos perceber (…) Ficamos um pouco perplexos [quando Afonso Dias disse que ficou] parado num local a olhar para nada e a fazer horas". O inspetor também disse não perceber o motivo de não se ter seguido a pista de Alcina Dias.
Hélder Silva, que era uma das cinco crianças que viram Rui Pedro pela última vez, disse ao Correio da Manhã que o Afonso Dias "Era muito estranho. O Afonso sabia a vida toda do Rui Pedro, onde estava, com quem estava, o que ia fazer no dia seguinte. Nas duas semanas antes do desaparecimento ele criou uma obsessão total por ele, não o deixava em paz". Após falar contra Afonso Dias, Hélder Silva disse que ele e as outras testemunhas ficaram com medo e não receberam proteção da polícia. Em 2011 João André Mendonça disse que quando prestava depoimento na GNR em 1998, Afonso Dias lhe pediu para "não abrir a boca" e que "as autoridades deviam fechar as fronteiras (…) Pode ser que ainda vão a tempo".
Em 2012 Paulo Gomes, o advogado de Afonso Dias, declarou que "O senhor Afonso não fala porque está em causa a sua liberdade". No mesmo ano, Afonso Dias disse que ia falar sobre o que aconteceu com Rui Pedro, mas fora dos tribunais.
Em entrevista ao "Grande Entrevista" da RTP em 2012, disse que não fala mais porque toda a ajuda que deu às autoridades só serviu para a sua acusação treze anos depois. Quando questionado sobre Rui Pedro ele respondeu após um longo silêncio: "A meu ver... não sei... três semanas depois desapareceu outro miúdo em Famalicão. Ou foi rapto ou caiu para um poço... não sei." Mais tarde (em 2018), disse não ter nenhuma teoria sobre o que aconteceu com o garoto.
Ricardo Sá Fernandes, advogado dos pais de Rui Pedro declarou em 2017: "Continuo a dizer que aquilo de que gostaria mesmo muito era que o Afonso Dias nos dissesse o que aconteceu com o Rui Pedro depois de saírem da prostituta. Mas ele não prestou declarações no tribunal, e continua sem revelar aquilo que gostaria que revelasse. E, repito, o que mais gostava era mesmo que ele dissesse aquilo que sabe."
Em 2011 Ricardo Sá Fernandes disse que tinha uma acusação sólida, mas não queria transformar Afonso Dias em um "bode expiatório", e caso sobrasse alguma dúvida, não iria pedir sua condenação.
"Temos a certeza que o arguido consumou o crime[de rapto] (…)  não tem o mínimo sinal de arrependimento. Comporta-se com total indiferença (…) Provou-se que o arguido raptou Rui Pedro, levando-o a Lustosa contra a vontade dos pais do menor. (…) Avaliei a prova e cheguei à conclusão que o arguido é autor dos factos aqui julgados. Peço justiça e humanidade para a resolução do caso. No final deste processo fica a mágoa e angústia por não se descobrir o que aconteceu ao Pedro. O Ministério Público pede justiça e espera que esta seja feita"— Ministério Público, 2012
Quando foi anunciada definitivamente a prisão de Afonso Dias, Manuel Mendonça disse que o agora condenado teve diversas oportunidades para contar o que fez ao Rui Pedro, até por carta anônima e frisou que não queria a sua condenação.
Após ser libertado, Afonso Dias disse em 2018 que foi vítima de "uma grande injustiça" e culpou a família de Rui Pedro por sua prisão.

### Testemunhas
Por medo de ser raptado e sentindo falta de Rui Pedro, um dos amigos do menino na escola tentou suicído, dois meses depois do desaparecimento. Na reconstituição do crime, Afonso Dias não conseguiu explicar o que fez entre as 14 e 18 horas do dia em que o Rui Pedro desapareceu. Com a reconstituição foi comprovado que a investigação deixou escapar pistas e testemunhas importantes. Os inspetores não quiseram explicar à imprensa o motivo de ter desvalorizado o depoimento da prostituta Alcina Dias.
Um homem que trabalhava num posto de combustíveis garantia que na época do desaparecimento viu Rui Pedro, no centro da vila de Lousada, caminhando ao lado de outros dois rapazes. O tribunal questionou a testemunha sobre suas declarações que teria feito à GNR no dia a seguir ao desaparecimento, onde disse que viu duas crianças passarem de bicicleta, mas que nenhuma seria Rui Pedro. A testemunha insistiu que não se lembrava de ter dado o depoimento à GNR, mesmo constando nos autos sua assinatura. Também foi ouvida a testemunha que disse ter visto a bicicleta de Rui Pedro às 16 horas.
Sem ser identificado, um rapaz que tinha 14 anos na época do desaparecimento de Rui Pedro, disse à Rádio e Televisão de Portugal (RTP) que a PJ não valorizou os diversos depoimentos dados à polícia. A testemunha se encontrava com mais quatro jovens aguardando Rui Pedro chegar para jogar futebol. Quando Rui Pedro chegou disse que não ia mais, escondeu a bicicleta e entrou no carro.
Em 2003, no Processo Casa Pia um homem disse que esteve com Rui Pedro em uma pensão para encontros sexuais, no final de janeiro de 2001. Acrescentou também que a mesma criança apareceu em um filme pornográfico. Foi dito que a pista está desconsiderada por não se sustentar.

### Envolvendo a justiça

#### Reconstituição de 2002
Eduardo Souza que foi um dos inspetores chefes da equipe investigação da PJ, disse em entrevista para a SIC que na primeira reconstituição dos desaparecimento de Rui Pedro que ocorreu em 2002, era possível ver que Afonso Dias estava mentindo: 
"Essa reconstituição deu para ver as incongruências (…)  que o Afonso tinha se metido (…) Por nervosismo demonstrado, pelo trajeto que fez e pela insegurança que sempre manteve durante a reconstituição. Notava-se perfeitamente que aquilo não era verdadeiro. Ele estava a inventar..."— Eduardo Souza
 A polícia investigou, mas o Ministério Público não acusou. Eduardo Souza também disse que pode ter ocorrido algumas falhas no processo e que não estava definido legamente que sua competência era para investigar casos de pessoas desaparecidas.

#### Absolvição de Afonso Dias
"O silêncio de Afonso Dias faz-nos pensar no pior. A única explicação que encontro para ele continuar sem falar é a de que está a esconder algo pior do que está aqui em causa. (…) O Afonso tem o direito jurídico de estar calado, mas não tem o direito moral (…) Ele ainda está a tempo de se arrepender. Temos a esperança remota que Afonso Dias caia em si como homem e diga o que aconteceu."— Ricardo Sá Fernandes, 2012
No julgamento de Afonso Dias os seguintes factos foram dados como provados pela juíza Carla Fraga:
1. No dia do desaparecimento de Rui Pedro um homem apresentou um menino de onze anos para a prostituta Alcina Dias. Porém, segundo hipótese do tribunal poderia ser outro homem e outro menino
2. Rui Pedro entrou no carro de Afonso Dias e deixou sua bicicleta para trás próxima do local do encontro
3. Sete testemunhas comprovaram que Rui Pedro teve dois encontros com Afonso Dias
4. Afonso Dias ia apresentar Rui Pedro e João André Mendonça às prostitutas. Em contradição, o tribunal disse que não ficou provado que Afonso Dias tinha formulado um plano para que Rui Pedro mantivesse relações sexuais com as prostitutas
5. Afonso Dias mandou que João André Mendonça não contasse sobre o convite que fez para ir às prostitutas por receio de se "tornar suspeito"

Tais factos provados não evitaram que o réu fosse absolvido em março de 2012. Manuel Mendonça questionou as coincidências que o tribunal usou para formular a hipótese que desvincula Rui Pedro de Alcina Dias, além do facto de que caso seja mesmo outra criança, não seria normal ir acompanhada de um homem para conhecer uma prostituta e este evento não ser investigado. Um dos inspetores da primeira equipe de investigação, José Ribeiro dos Santos colocou em dúvida no tribunal os depoimentos de Carlos Teixeira e Alcina Dias, mesmo sendo interrompido várias vezes para não contar depoimentos de pessoas que mais tarde estavam como testemunhas. Ricardo Sá Fernandes disse que o uso de depoimentos dos inspetores para descredibilizar Alcina Dias no tribunal, foi ilegal. Segundo o advogado Fernando Arrobas da Silva foram as dúvidas levantadas no tribunal que evitaram a condenação no julgamento de 2012.

#### Mentira de João Rouxinhol
João Rouxinhol, um dos inspetores da primeira equipe de investigação da PJ declarou no tribunal em 2012 que mentiu à imprensa em 2005 quando acusou a família de Rui Pedro de ter escondido que o rapaz sofria de epilepsia. Ao ser questionado pela imprensa sobre a seguinte declaração dada no tribunal disse que a mesma não condiz com uma mentira: 
"Quando o disse, disse-o, não sendo verdadeira a afirmação. O que disse de só em 2005 saber da epilepsia não é verdadeiro de facto, eu dei essa entrevista animado por alguma revolta que sentia por aquilo que se ia dizendo contra a nossa equipa de investigação."
O inspetor recebeu uma punição pela mentira. João Rouxinhol também disse que por "esquecimento" não ouviu a testemunha do caso, Alcina Dias. Outras testemunhas cruciais foram ouvidas anos anos após o desaparecimento de Rui Pedro e por outra equipe de investigação. Uma delas é um comerciante que disse que viu Alcina Dias com um menino.

#### Respostas aos problemas da investigação
No programa Praça da Alegria, da RTP, foi questionado o juiz desembargador Rui Rangel sobre treze anos de investigação para uma acusão de rapto e a falta de eficiência dela. O juiz respondeu que a polícia é eficiente, mas que era "preciso que o Ministério Público explique com clareza porque levou treze anos." Quando questionado pela imprensa, a resposta do procurador-geral da República, Pinto Monteiro, foi a seguinte: "provavelmente não pôde demorar menos tempo (…)  Não posso acompanhar 550 mil processos, especialmente um que começou nove anos antes de eu ser procurador-geral (…) os investigadores, melhor do que ninguém, poderão dizer (…) a Procuradoria não tem qualquer comentário a fazer".
Segredo de justiça
Em 2007, o caso Rui Pedro foi colocado em segredo de justiça por alguns meses.

#### Investigação da polícia
Após o mediático caso de Madeleine McCann, que chamou a atenção para os raptos de crianças em Portugal, o caso Rui Pedro recebeu outra equipe de investigação. Essa equipe também teve um desempenho ruim, com a família de Rui Pedro pedindo a troca de equipe. As pistas que ligavam Rui Pedro à redes internacionais de pedofilia foram encerradas em 2011. Segundo Cândida Almeida, do Departamento Central de Investigação e Acção Penal (DCIAP), não existiam mais indícios e tudo desta linha de investigação foi apurado à "exaustão". Outro motivo para o encerramento, foi que o Ministério Público considerou "haver indícios suficientes" para acusar Afonso Dias. O DCIAP entrou no caso Rui Pedro em setembro de 2003. Essa nova equipe avança, com uma das hipóteses trabalhadas sendo a de que Rui Pedro acidentalmente teve um ataque de epilepsia enquanto estava com Afonso Dias.
Em 2019, Hernâni Carvalho entrevistou Carlos do Carmo, um antigo coordenador de investigação da PJ no Linha Aberta, da Sociedade Independente de Comunicação (SIC). Carlos do Carmo declarou que o caso deveria ter sido declarado logo como rapto, porque a criança seguia uma rotina quando desapareceu. Acrescentou que a bicicleta de Rui Pedro e o local onde foi achada ainda no dia desaparecimento deveriam ter sido examinados, o que não aconteceu pois era um caso de pessoa desaparecida. Procuraram a bicicleta de Rui Pedro, mas não encontraram.
Carlos do Carmo disse não saber o motivo de Afonso Dias ter dito: "Se querem Rui Pedro fechem as fronteiras". Hernâni Carvalho encerrou a entrevista dizendo a Carlos do Carmo: 
"Gostaria de te deixar com este enigma: por curiosidade, por paradoxo ou por pura coincidência, dois dias antes do Rui pedro desaparecer (…) desapareceu um menino com onze anos (...) também nunca ninguém soube nada dele"
Júlia Pinheiro questionou Francisco Moita Flores em 2011 sobre a polícia não ter ligado o facto de Afonso Dias ter contatos na Holanda, um país onde é comum casos de pedofilia. Francisco Moita Flores concordou que era um caminho que deveria ter sido feito. Também foi questionado o facto da vida financeira de Afonso Dias não ter sido investigada e que durante a reconstituição do crime feita pela polícia, a câmera parou de gravar o evento, sem que fosse notado.
Manuel Mendonça disse que a polícia andou a "brincar" com o caso por três ou quatro anos, sem fazer registros, recolher vestígios ou testes de ADN, sempre achando que Rui Pedro ia voltar por estar brincando ou ter fugido de casa.

### Acusação de corrupção policial
Em 2007, um representante da Innocence en Danger, uma ONG global lançada em 1999 para combater a pedofilia, na época com escritórios internacionais na Alemanha, França e Estados Unidos, disse que "policiais corruptos [de Portugal] não querem saber" do problema, e citou como exemplo o Caso Rui Pedro e o da Madeleine McCann. Depois de três anos, a ONG desistiu de abrir um escritório em Portugal, dizendo que foi pressionada por autoridades locais.

### Instituições
Segundo avaliação da investigadora da Universidade do Minho, Helena Machado, que tem estudado este campo, "O caso do Rui Pedro não mobilizou os recursos de investigação policial que foram usados no caso da Madeleine McCann. E muito menos captou a atenção ou o envolvimento de membros do Governo, como aconteceu com o caso da menina britânica (…) [Somando a falta de contatos com redes de poder, não foram reunidos] todos os ingredientes necessários para cativar os média e respectivas audiências, conteve todos os ingredientes de uma narrativa criminal excepcionalmente noticiável".
Segundo Dulce Rocha, presidente do Instituto de Apoio à Criança (IAC), "O caso de Rui Pedro foi um marco, fez despertar uma maior sensibilidade quanto a casos como este." Para Patrícia Cipriano, presidente da Associação Portuguesa de Crianças Desaparecidas (APCD), "A polícia teve a humildade de assumir que houve no passado algumas falhas, o que é de grande importância para que se alterem as mentalidades de quem investiga e os procedimentos utilizados (…)  Há uma atitude mais sensibilizada, mais empenhada e mais cautelosa das autoridades (…) ainda há polícias que persistem no erro de informar os pais das crianças desaparecidas que apenas poderão aceitar a denúncia 48 horas depois do desaparecimento (…) [Uma atitude que é] inadmissível, errada e irresponsável".

## Repercussão

### Instituição
Filomena Teixeira lançou em 2007 uma associação para crianças desaparecidas, a Associação de Familiares de Crianças Portuguesas Desaparecidas. Na inauguração esteve presente Laurinda Meira, mãe de Rui Pereira, que desapareceu em Famalicão, também em 1998. Também estiveram presentes duas mil crianças.

### Nos meios de comunicação social
Em 2007 foi criado o primeiro site para Rui Pedro. Em 2007 o nome de Rui Pedro foi listado em "Oito casos portugueses", do jornal Diário de Notícias, com casos de crianças que desapareceram e continuam sem solução. No aniversário de 16 anos de Rui Pedro, Filomena Teixeira escreveu uma carta ao filho desaparecido. A carta foi reportada em rede social e no jornal Diário de Notícias (Portugal). No aniversário de 27 anos de Rui Pedro, foi lançado um vídeo em 28 de janeiro de 2014 que se tornou popular nas redes sociais. Os atores Paulo Pires e Ana Padrão, dentre outras pessoas participaram de forma gratuita. Em janeiro de 2020, Filomena Teixeira escreveu uma segunda carta, dessa vez a do aniversário de 33 anos.
Uma atualização no site da PJ fez com que Rui Pedro fosse retirado da lista de desaparecidos online por algumas horas em agosto de 2017.

### Filmes e documentários
Em 2005 o caso Rui Pedro foi adaptado e lançado no longa-metragem "Alice", realizado por Marco Martins. Foi vencedor do Prémio Regards Jeunes para Melhor Filme da Quinzena de Realizadores no Festival de Cannes 2005. Em 2019 Rui Pedro foi mencionado no documentário da Netflix, The Disappearance of Madeleine McCann. Em junho de 2019 foi anunciada a produção de um filme inspirado em Rui Pedro e outras crianças desaparecidas titulado como "Sombra — Uma Mãe Sabe". Também foi informado que as gravações iriam começar em setembro sendo encerradas em novembro de 2019. O roteiro foi escrito por Bruno Gascon. O filme Patrick (2019), dirigido por Gonçalo Waddington foi comparado com o caso Rui Pedro.

### Livro
- "Levaram-me", escrito por Paulo Pereira Cristóvão[70]